# Verkehrsfläche
Unter Verkehrsfläche (VF) versteht man in der Bauleitplanung Flächen für den Straßen-, Schienen- oder Luftverkehr. Außerdem gehören auch Landflächen dazu, die dem Verkehr auf Wasserstraßen dienen. Verkehrsflächen sind zweckgebundene Landflächen für den fließenden und ruhenden Verkehr. Sie gehören zum Verkehrsnetz:
- Straßen,
- Wege,
- Plätze,
- Bahngelände,
- Flughäfen

Im Bereich der Architektur ist die Verkehrsfläche jener Anteil der Grundfläche eines Gebäudes, der dem Zugang zu den Räumen, dem Verkehr oder dem Verlassen im Notfall (der Gebäudeerschließung) dient. Der Begriff ist in der DIN 277 genormt.

## Situation in Deutschland
Deutschland verfügt über eine vergleichsweise gute Verkehrsinfrastruktur: Kein anderes Land vergleichbarer Größenordnung verfügt über ein so dichtes Straßennetz, einen vergleichsweise modernen Schienenverkehr oder einen ähnlich leistungsfähigen Personennahverkehr.

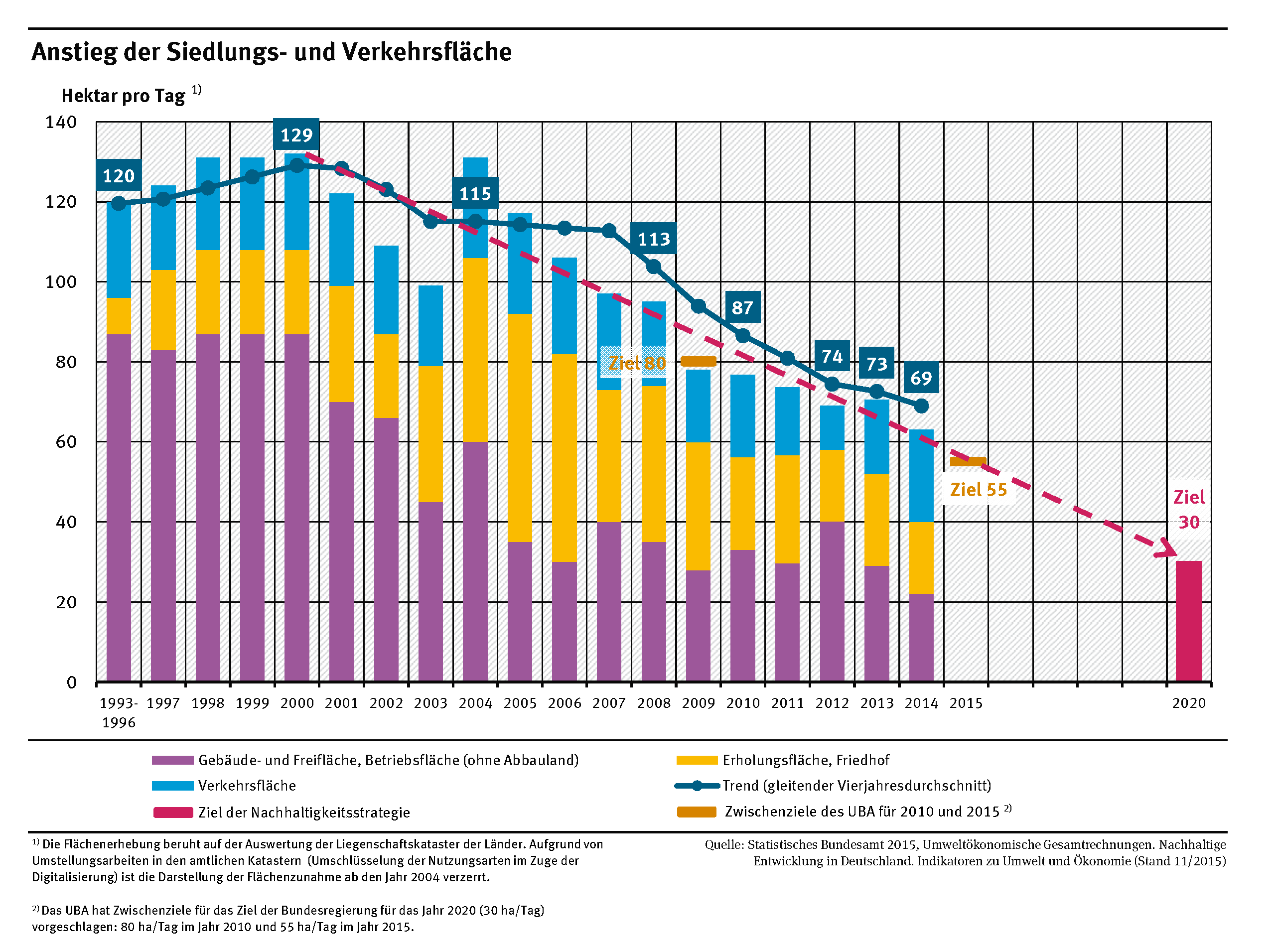
Entwicklung des Anstiegs der Siedlungs- und Verkehrsfläche in Hektar pro Tag.

In Deutschland hatte die Verkehrsfläche im Jahr 2015 einen Anteil von 2,8 % an der Gesamtgebietsfläche. Auf Straßen des überörtlichen Verkehrs, zu denen Autobahnen, Bundesstraßen, Land- und Kreisstraßen zählen, entfallen dabei rund 231.000 Kilometer sowie weitere 413.000 Kilometer für Gemeindestraßen. Die Zahlen haben sich seit dem Jahr 1996 nur unwesentlich geändert. Bei der Länge der Binnenwasserstraßen, die nach aktuellem Stand (2013) 7.237 km beträgt, ist in den letzten 15 Jahren ein leichter Rückgang von etwa 100 Kilometern zu verzeichnen. Das Eisenbahnnetz in Deutschland ist mit einer Streckenlänge von 33.400 Kilometern das dichteste in Europa. Im Bereich der Binnenwasserstraßen belegt Deutschland Platz 2 hinter Finnland, bei den Autobahnen hat lediglich Spanien mehr Kilometer zu verzeichnen. Die Flächenneuinanspruchnahme durch den Verkehr betrug im Jahr 2014 etwa 29 Hektar pro Tag. Grundsätzlich besteht in Deutschland jedoch das Ziel, den Flächenverbrauch zu reduzieren, denn während der letzten 60 Jahre hat sich die Siedlungs- und Verkehrsfläche mehr als verdoppelt. Im Rahmen der Nationalen Nachhaltigkeitsstrategie hat sich die Bundesregierung das Ziel gesetzt, bis zum Jahr 2020 die Neuinanspruchnahme von Flächen für Siedlungen und Verkehr von derzeit ca. 70 Hektar auf maximal 30 Hektar pro Tag zu verringern.

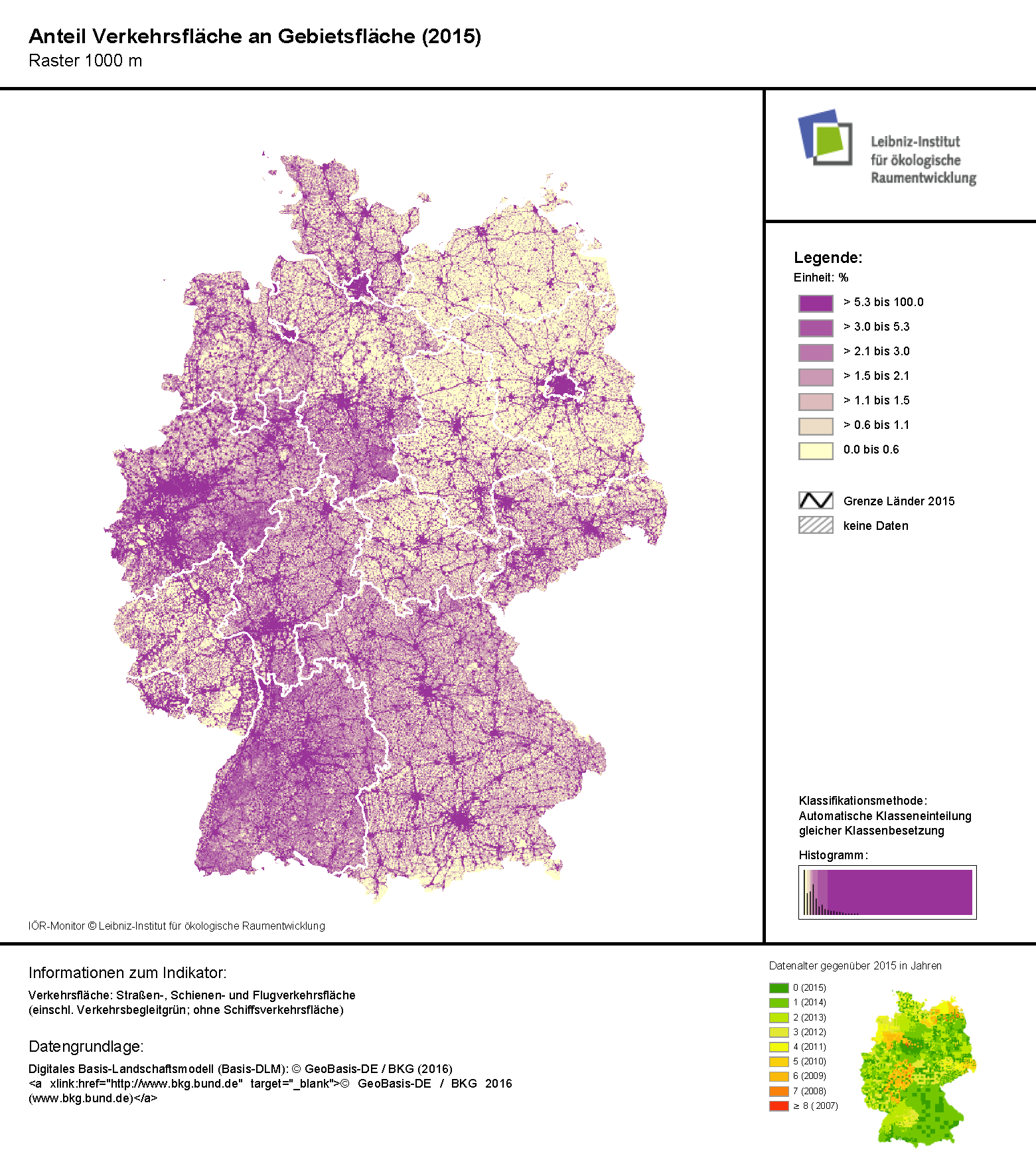
In den Karten des IÖR-Monitor ist der Anteil der Verkehrsfläche an der Gebietsfläche in Deutschland anschaulich dargestellt.

Die Veränderung des Anteils der Verkehrsflächen an der Gesamtfläche zeigt für Deutschland unter anderem der Monitor der Siedlungs- und Freiraumentwicklung (IÖR-Monitor). Der IÖR-Monitor schließt in die Verkehrsflächen neben der eigentlichen Straßen-, Schienen- und Flugverkehrsfläche auch jegliches Verkehrsbegleitgrün, jedoch keine Schiffsverkehrsflächen ein. 
Der Anteil der Verkehrsfläche am Gesamtgebiet wird durch den Quotienten der Vereinigungsmenge aller gepufferten Straßen-, Schienen- und Flugverkehrsflächen und der Gebietsfläche errechnet. Charakteristisch ist auch hier ein Ost-West-Gefälle, das aus dem verstärkten Ausbau der Verkehrsinfrastruktur, vor allem im Bereich des Straßen- und Flugverkehrs, im Zusammenhang mit einer höheren Siedlungsdichte in Westdeutschland seit den 1950er Jahren resultiert. Hohe Werte treten besonders in Gebietseinheiten auf, in denen sich Knotenpunkte des überregionalen Verkehrs befinden, wie zum Beispiel in den Großräumen Berlin, Hamburg, Stuttgart und München oder in ohnehin schon dicht besiedelten Gebieten wie dem Rhein-Ruhr-, dem Rhein-Main- oder dem Rhein-Neckar-Gebiet. Außerdem sind altindustrialisierte Regionen, wie beispielsweise Sachsen, das Ruhrgebiet oder der Süden Niedersachsens durch einen höheren Anteil an Verkehrsfläche auch in den Landkreisen gekennzeichnet. Besonders niedrige Werte erreicht der Indikator in Mecklenburg-Vorpommern und einem Großteil Brandenburgs, in der Altmark (Sachsen-Anhalt) und im benachbarten Wendland (Niedersachsen) sowie in ländlich geprägten Gebieten Bayerns einschließlich des Alpenraumes, Thüringens und in Rheinland-Pfalz. Derzeit besitzt Mecklenburg-Vorpommern mit 1,24 % den geringsten Anteil an Verkehrsflächen und Berlin mit 11,45 % den höchsten. Auf Kreisebene liegt das Minimum im Altmarkkreis Salzwedel (0,92 %) und das Maximum in Frankfurt am Main (17,36 %).
Der Anteil der Verkehrsfläche an der Gebietsfläche betrug im Jahr 2015 für die gesamte Bundesrepublik 2,9 %. Damit hat sich der Anteil in den letzten 15 Jahren um 0,4 % erhöht. Im Vergleich der Jahre 2015 und 2000 fällt auf, dass insbesondere im Ruhrgebiet, im Rhein-Main-Gebiet und im gesamten Baden-Württemberg der Anteil der Verkehrsfläche bedingt durch verkehrsmäßige Erschließung an der Gebietsfläche zugenommen hat, während der Anteil in Mecklenburg-Vorpommern, Berlin und Sachsen-Anhalt gesunken ist, was im Falle von Mecklenburg-Vorpommern beispielsweise an einer Verringerung der Straßenflächen lag.
Der Anstieg der Flächenneuinanspruchnahme betrug im Jahr 2014 etwa 69 Hektar pro Tag. Erstmals ist das Verhältnis zwischen der Flächenneuinanspruchnahme durch Erholungsflächen, Gebäude-, Frei- und Betriebsflächen und Verkehrsflächen etwa gleich. Ein Vergleich mit den Vorjahren zeigt, dass der Anstieg der Flächenneuinanspruchnahme durch den Verkehr relativ konstant bei etwa 20 Hektar pro Tag liegt. Lediglich im Jahr 2012 war dieser wesentlich geringer (etwa 10 Hektar pro Tag).